# Фейжоада

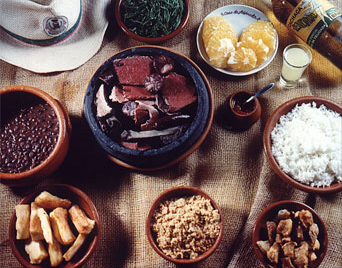
Фейжоада

Фейжоа́да (порт. feijoada, от feijão — фасоль) — традиционное для португалоязычных стран блюдо из фасоли, мясных продуктов и фарофы (маниоковой муки).
По одной версии, фейжоаду триста лет назад придумали рабы, завезённые в Бразилию из Африки. Они смешивали куски свинины, остающиеся от хозяйского обеда, и чёрные бобы — традиционный для тех времён бразильский корм для рабов и животных. Со временем португальцы в это блюдо добавили сосиски и колбасу, индейцы — фарофу (смесь муки маниоки с маслом).
В пользу этой версии выдвигается то, что «фейжао» — это безобидная кличка темнокожих на сленге, так как бобы в Бразилии чёрного цвета.
Но «рабская» легенда происхождения фейжоады была развеяна рядом научных исследований.
По другой версии, история фейжоады уходит корнями в европейскую кухню. В качестве возможных прародителей фейжоады называют французский кассуле, португальские рецепты эстремадуры или испанский косидо мадриленьо.
Наиболее вероятным вариантом происхождения фейжоады считается идея о том, что данное блюдо происходит из Португалии и имеет корни еще в Римской империи.
Сегодня фейжоаду готовят из фасоли, различных видов мяса, специй, муки маниоки, подают в глиняном горшочке с капустой, ломтиками апельсина, соусом из перца и, по желанию, с рисом. В каждом регионе фейжоаду готовят по-разному, с различными добавками.

## В литературе
«Шофер Тиан после кашасы и мокеки пригласил всю компанию к себе домой на фейжоаду в воскресенье и обещал спеть под гитару свои последние сочинения. Его дом — дом бедняка, простой, без претензий, но фасоль и дружеское отношение в достатке».
— Жоржи Амаду «Тереза Батиста, уставшая воевать»

«Все было внове председателю Общества писателей-медиков, все волновало его, потому что до сих пор мир его был ограничен клиникой, студентами, рентгеновским кабинетом на улице Чили, квартирой на улице Граса, литературно-научными собраниями. Разве что по воскресеньям добавлялись пляж и фейжоада».
— Жоржи Амаду «Лавка чудес»

«Сначала месса в церкви св. Бонфима, потом завтрак, состоящий из вкуснейшей фейжоады, а вечером бал, который заканчивался лишь к утру».
— Жоржи Амаду «Пастыри ночи»